# Nokia Internet Tablet
Nokia Internet Tablet (интернет-планшет) — серия интернет-планшетов компании Nokia. Основное назначение — просмотр веб-страниц, работа с электронной почтой, общение посредством программ мгновенного обмена сообщениями, а также VoIP и SIP сервисов. Устройства работают под управлением операционной системы Internet Tablet OS, основанной на GNU/Linux. Относительно большой экран (размер диагонали более 10,2 см) позволяет отнести данные аппараты к классу мобильных интернет-устройств (MID).
Начиная с модели N900 устройство получило GSM модуль и превратился в смартфон, при этом только расширив набор прежде поддерживаемых функций.

## Модели Nokia Internet Tablet
| Модель                   | Процессор                 | Память(RAM)                           | Хранение данных (flash)  | Экран             | Версия ОС Internet Tablet | Передача данных                                            | Разъём карты памяти          | Сотовая связь                                            |
| Nokia 770                | ARM TI OMAP1710 (252 МГц) | 64 МБ                                 | 128 МБ                   | 800 x 480 (16bit) | OS2005/6, OS2007/8HE      | MiniUSB, Wi-Fi (802.11g), Bluetooth 1.2                    | 1 x RS-MMC                   | Нет                                                      |
| Nokia N800               | ARM TI OMAP2420 (400 МГц) | 128 МБ                                | 256 МБ                   | 800 x 480 (16bit) | OS2007/8                  | MiniUSB (с поддержкой OTG), Wi-Fi (802.11g), Bluetooth 2.0 | 2 x SD с поддержкой SDHC     | Нет                                                      |
| Nokia N810               | ARM TI OMAP2420 (400 МГц) | 128 МБ                                | 256 МБ + 2ГБ(внутренняя) | 800 x 480 (16bit) | OS2008                    | MicroUSB с поддержкой OTG, Wi-Fi (802.11g), Bluetooth 2.0  | 1 x MiniSD с поддержкой SDHC | Нет                                                      |
| Nokia N810 WiMAX Edition | ARM TI OMAP2420 (400 МГц) | 128 МБ                                | 256 МБ + 2ГБ(внутренняя) | 800 x 480 (16bit) | OS2008                    | MicroUSB с поддержкой OTG, Wi-Fi (802.11g), Bluetooth 2.0  | 1 x MiniSD с поддержкой SDHC | Нет                                                      |
| Nokia N900               | ARM TI OMAP3430 (600 МГц) | 1 ГБ (256 МБ ОЗУ, 768 МБ виртуальной) | 32 Гб(внутренняя)        | 800 × 480 (16bit) | Maemo 5                   | MicroUSB с поддержкой OTG, Wi-Fi (802.11g), Bluetooth 2.0  | 1 x MiniSD с поддержкой SDHC | GSM/GPRS/EDGE 850/900/1800/1900 МГц; WCDMA 900/1700/2100 |